# Repaglinid
Repaglinid – organiczny związek chemiczny, lek przeciwcukrzycowy i hipoglikemizujący.
Jest krótkodziałającym lekiem hipoglikemizującym zaliczanym do pochodnych kwasu karbamoilobenzoesowego z grupy leków znanych jako meglitynidy, który został wynaleziony w 1983. Udowodnionym mechanizmem jego działania jest stymulowanie uwalniania insuliny z komórek ß trzustki poprzez hamowanie kanałów potasowych ATP-zależnych. Głównym problemem ubocznym jest możliwość wystąpienia hipoglikemii.
W cukrzycy typu 2 lek ten szybko koryguje zaburzenie wydzielania insuliny stymulowane posiłkiem, bez zwiększania wydzielania hormonu pomiędzy posiłkami i w nocy. Pozwala to choremu leczonemu repaglinidem na przyjmowanie posiłków w rytmie dostosowanym do indywidualnych potrzeb przy równoczesnym zmniejszeniu ryzyka hipoglikemii.

## Budowa chemiczna
Repaglinid jest pochodną kwasu karbamoilometylobenzoesowego. Aktywność antyhiperglikemiczna leku jest stereoselektywna, enancjomer (S) wykazuje 100 razy większą siłę działania niż enancjomer (R).

## Wskazania
Wskazaniem do leczenia repaglinidem jest cukrzyca typu 2. Lek podaje się chorym, u których zawiodło postępowanie niefarmakologiczne (dieta, zmniejszanie masy ciała i ćwiczenia fizyczne). Repaglinid spełnia szczególną rolę u chorych z wysokim poposiłkowym stężeniem cukru we krwi lub/i u chorych z nieregularnymi czasami posiłków. Preparat można stosować w terapii skojarzonej u pacjentów leczonych nieskutecznie metforminą lub insuliną. Połączenie repaglinidu z metforminą lub insuliną ułatwia utrzymanie glikemii na prawidłowym poziomie.

## Dawkowanie
Lek powinien być przyjmowany przed każdym głównym posiłkiem. Zaleca się, aby wstępna jednorazowa dawka wynosiła 0,5 mg u chorych wcześniej nie leczonych oraz 1 mg u osób przyjmujących uprzednio inne leki hipoglikemizujące. W przypadku nieuzyskania pożądanego efektu terapeutycznego dawkę można zwiększać co 1–2 tygodnie, przy czym najwyższa dawka jednorazowa wynosi 4 mg. Dobowa dawka maksymalna nie powinna przekraczać 16 mg.
W 2010 lek wycofano z rynku europejskiego.

## Interakcje
Repaglinid metabolizowany jest w wątrobie przez izoenzym 3A4 cytochromu P450, dlatego też wszystkie substancje wpływające na aktywność tego izoenzymu mogą zmieniać metabolizm leku. Wykazano, że ketokonazol i erytromycyna mogą hamować, a ryfampicyna, karbamazepina oraz barbiturany przyspieszać metabolizm repaglinidu.
U chorych leczonych repaglinidem nie stwierdzono wpływu diazepamu, glikenklamidu i nikardypiny na stopień jego wiązania z białkami osocza. Wykazano natomiast, że warfaryna, furosemid i tolbutamid zwiększają o 20–30% stężenie wolnego repaglinidu w surowicy krwi. U zdrowych ochotników repaglinid nie zmieniał parametrów farmakokinetycznych digoksyny, warfaryny, teofiliny i cymetydyny.

## Przeciwwskazania
- u chorych kwasicą ketonową ze śpiączką lub bez z cukrzycą typu 1
- jednoczesne podawanie z gemfibrozylem
- znana nadwrażliwość na lek lub składniki nieaktywne

## Grupy specjalne
Bezpieczeństwo u kobiet w ciąży nie zostało ustalone. Dane są ograniczone i istnieje tylko jeden opis przypadku, w którym odnotowuje się brak komplikacji związanych ze stosowaniem repaglinidu w czasie ciąży.
Agencja FDA umieściła Repaglinid w klasie C do stosowania w ciąży. Ta klasa obejmuje leki, których badania reprodukcyjne na zwierzętach wykazały szkodliwy wpływ na płód (teratogenny, śmiertelny lub inny) lub te leki, dla których kontrolowane badania nie są dostępne na ludziach, a czasami ani na ludziach, ani na zwierzętach.
Podczas stosowania tego leku należy zachować ostrożność u osób z chorobami wątroby i zaburzeniami czynności nerek.

## Objawy niepożądane
Hipoglikemia jest najczęstszym i najpoważniejszym objawem niepożądanym mogącym wystąpić w czasie terapii lekami pobudzającymi sekrecję insuliny. Sugeruje się, że charakterystyczne dla repaglinidu parametry farmakokinetyczne: krótki okres, w którym lek osiąga maksymalne stężenie w osoczu i krótki okres półtrwania, w połączeniu z zalecanym sposobem przyjmowania wraz z posiłkiem, znacznie zmniejsza ryzyko hipoglikemii.